# Tekken 7
Tekken 7 (鉄拳7) е бойна игра, разработена и публикувана от Bandai Namco Entertainment. Това е седмата основна и деветата част от серията Tekken. През месец март 2015 г. излиза ограничена аркадна версия на Tekken 7. По-късно през юли 2016 г. излиза Актуализирана аркадна версия, Tekken 7: Fated Retribution, включваща разширено съдържание, включително нови сцени, костюми, предмети и герои. Версиите за PlayStation 4, Xbox One и Microsoft Windows биват пуснати през юни 2017 г., базирани на Fated Retribution.
Разположен малко след събитията от Tekken 6, сюжетът се фокусира върху събития, водещи до финалната битка между бойният артист Хейхачи Мишима и неговия син Казуя. Tekken 7 въвежда няколко нови елемента в бойната система като Rage Arts и механиката Power Crush, което прави играта по-лесна за начинаещи от предишните издания в поредицата. Tekken 7 беше критичен и комерсиален успех, като бяха продадени над 8 милиона копия до 2021 г.

## Геймплей
Tekken 7 се фокусира върху битки състоящи се между двама игачи (1v1) Новите функции в играта включват:
- Rage Art: Критичен ход, уникален за всеки герой и достъпен само в режим на ярост (може да бъде използван само по веднъж на всеки рунд). Ако първоначалната атака удари противника, тя ще задейства анимирана сцена и ще нанесе приблизително 30% щети, в зависимост от героя.
- Power Crush: Предствлява атака, която може да абсорбира ударите на противника със свойството Mid или High и да продължи да атакува. [2]
- Винтови удари: Това до голяма степен заменя механиката на Ground Bound (по-рано известна просто като Bound), която прибавя възможност за извършване на дълги комбинации с големи щети, като събаря противниковия удар със стартер обратно на земята в уязвимо състояние. Винтовите удари имат подобни приложения като Ground Bounding ходовете, но анимацията на приемащия противник се променя, поставяйки ги във въздушно завъртане (т.е. „винт“), когато падат на земята. За разлика от Ground Bound, ударите с винт не могат да се използват за правене на комбинации от стена.

С нова система за показване, мултиплейърът на играта позволява на играчите да избират от коя страна на екрана да играят.  Движението е претърпяло някои промени и е подобно на механиката на движение, открита в Tekken Revolution, най-вече когато героите вървят назад. Аркадната версия включва традиционния етап на игра, в който играчът напредва, като побеждава пет различни опонента един по един, завършвайки с фиксиран предпоследен и последен етап. Мачовете могат да бъдат прекъснати, ако друг играч се присъедини към играта. Онлайн режимът е достъпен както за местна, така и за международна игра. Представено е персонализиране на героите, което позволява на играча да променя външния вид на героите.  За първи път в аркадната серия играта включва тренировъчен режим, който позволява на играчите да тренират движения срещу противник за ограничен период от време, както и опция за събиране на награди в играта, главно елементи за персонализиране, чрез така наречените "Кутии със съкровища“, при спечелване на достатъчно мачове.
Актуализацията на Fated Retribution за аркадни игри добавя допълнителни промени в играта.
- Rage Drive : Повечето герои имат един или повече Rage Drive хода, които са или чисто нови ходове, или подсилени вариации на съществуващи ходове. Подобно на Rage Art, то изисква използването на техния яростен режим (Rage mode) за рунда, като се заменят тежките щети в подследствие от така нареченият Rage Art за ход с по-малък риск и различна полезност.
- Rage Art също беше коригиран така, че размерът на щетите, нанесени на врага, е обратно пропорционален на текущата лента показваща здравето на играча.

Сред няколко нови и завръщащи се герои, обновената версия представи Akuma, първият от няколко допълнителни героя, използващи собствена уникална механика, която следва конвенциите за игра на 2D бойните игри, от които произлиза, включително:
- Отмяна на успешни или блокирани атаки със специални ходове.
- Различна физика на скокове и въздушни атаки, които могат да се използват по-нападателно от стандартните въздушни атаки в серията Tekken.
- Супер комбо метър, който се натрупва с напредването на битката и се изразходва, за да се използват „EX“ версии на специални ходове и „Super Combo“ атаки.
- Липсват някои от собствените механики на Tekken 7 като Rage Drive и комбинирани ходове състоящи се от 10 удара.

Два други героя, добавени като съдържание за изтегляне (DLC) след пускането на домашните версии на играта, ще включват много сходна бойна механика, като тези герои са Eliza и Geese . Друг гост герой, Noctis, има по-стандартен геймплей на Tekken, но може да извършва атаки със скок като „2D“ героите.
Актуализациите на аркадните и домашните версии също добавиха ходове, прилагащи Wall Bound за всички герои. Първоначално само Гийз Хауърд можеше да изпълнява такъв вид ходове, докатоа сезон 2 не добави механиката за всеки герой. 
Tekken Bowl, мини игра за боулинг, която дебютира в Tekken Tag Tournament, беше добавена в първия сезон на допълнително DLC съдържание. 

## Сюжет
След събитията от Tekken 6, въпреки че Азазел беше унищожен от Джин Казама, войната между Mishima Zaibatsu и G Corporation продължава да опустошава света. Историята на играта е разказана от гледна точка на репортер, чиято съпруга и син са убити при престрелка, което го кара да започне да разобличи Mishima Zaibatsu и G Corporation. Нина Уилямс води Зайбацу в отсъствието на Джин, опитвайки се да го открие, но Хейхачи Мишима поема контрол над властта и принуждава Нина да работи за него, връщайки си контрола над Зайбацу. Хейхачи сключва сделка с Клаудио Серафино, ръководител на мощната организация Sirius Arsmen, за да му помогне да разобличи сина си, ръководителят на G Corporation Казуя Мишима, вярвайки, че общественото мнение ще се промени в полза на Zaibatsu, ако дяволският ген на Kazuya бъде разкрит. Клаудио усеща мощна сила в Далечния изток, която не е свързана нито с Джин, нито с Казуя.
Репортерът изследва семейната история на Мишима, научавайки, че превратът на Хейхачи срещу баща му Джинпачи и смъртта на съпругата му Казуми са се случили през същата година, в която хвърля и сина си Казуя в дере. Междувременно разузнавателната група на ООН е открила Джин, но той успява да избегне залавянето си достатъчно дълго, за да бъде спасен от своя получичо Ларс Александърсон . Ларс води Джин да се възстанови във Violet Systems, където осиновителят на Джин Лий Чаолан е поправил Алиса Босконович след нейното привидно перманентно изключване в предишната игра. Зайбацу атакува комплекса, но триото успява да предпази Джин. Репортерът, след срещата си с Лий и Ларс, се опитва да убие Джин в съня му, но е обезкуражен от Ларс, който казва, че Джин е единственият човек, който може да спре конфликта. Според Лий, причината Хейхачи да роди Ларс е да потвърди, че той не притежава дяволския ген, доказвайки, че произхожда от Хачиджос, семейството на Казуми.
Силата, усетена от Клаудио, в крайна сметка се разкрива като Акума, който обещава на Казуми, че ще убие Хейхачи и Казуя, ако тя не успее, тъй като тя предрече, че и двамата ще погълнат света във война и разрушение. Той побеждава Хейхачи след техния временен съюз за отблъскване на атака на армия от Джак-6 в Mishima Dojo и продължава към Millennium Tower на G Corporation. Хейхачи оцелява, но се обявява за мъртъв пред обществото, за да продължи плановете си тайно. След това той заснема и разпространява изображения на трансформиран Казуя по целия свят, преди да използва орбитално лазерно оръжие, за да унищожи Millennium Tower. Казуя оцелява при атаката и унищожава сателита, като останките унищожават град и отново клеветят Зайбацу. Репортерът използва тази възможност, за да информира Зайбацу за разкритието си, но за негова изненада Хейхачи предлага да се срещне лично с него. Хейхачи разказва за любовта си към Казуми и нощта, когато научи, че тя притежава дяволския ген и е изпратена от семейството си да го убие, като за съжаление е принуден да я убие при самозащита, което в крайна сметка бележи връжда сред членовете на клана Мишима към настоящия момент. Подозирайки, че Казуя е наследил дяволския ген, Хейхачи го хвърли от скала, вярвайки, че оцеляването на момчето ще потвърди страховете му. Хейхачи ескортира репортера обратно до Ларс, преди да пътува до вулкан за последна битка с Казуя. Отмъстителен за предателствата на родителите си, като Хейхачи е този, който никога не му е казал за убийствата на Казуми срещу тях преди смъртта ѝ, Казуя най-накрая убива Хейхачи в битка и хвърля тялото му във вулкана. Миг по-късно се появява Акума и напада Казуя; резултатът от битката им е неизвестен.
След това Джин се събужда и се среща с Лий, Ларс и Алиса, обещавайки да сложи край на войната веднъж завинаги, като победи Казуя. Репортерът, разсъждавайки върху всичко, което е научил, допълва и публикува своето ракритие.

## Герои
Играта има 54 персонажа за игра (включително размяна на палитри), 20 от тях съставляват състава по подразбиране при излизането на играта, докато 36 съставляват напълно отключен състав; други гери се добавят с течение на времето. Дванадесет правят своя дебют в тази версия, заедно с нова форма на Джак и четирима гост герои от франчайзите за бойни игри на Capcom и SNK, Final Fantasy на Square Enix и The Walking Dead на Image Comics .  

### Нови герои
- Akuma c d : Тъмният господар на Satsui no Hado от Street Fighter на Capcom, добавен в Fated Retribution . В рамките на историята Казуми го моли да ѝ изплати дълг, като убие Хейхачи и Казуя. Играчът може да се бие с него вместо Казуми като краен бос, ако е изпълнено определено условие. [9]
- Клаудио Серафино : Бяло облечен мъж от Италия; член на антидяволска организация, бореща се със заплахата на дяволския ген. Упълномощен с магия на Сириус. [2]
- Fahkumram c g : Fahkumram е висок, татуиран, силен и мускулест мъж от Тайланд. Той е легендарен шампион по муай тай, борещ се да освободи пленената си съпруга и дъщеря, държани като заложници от корумпирани служители.
- Гийз Хауърд c d g : Престъпният бос на Южния град от поредицата бойни игри на SNK Fatal Fury, Кралят на бойците и Изкуството на битка . Неговият стил на битка е Aiki Ju-jitsu, смесен с Hakkyokuseiken. Гийз беше вторият най-търсен герой в анкета за фенове за втори гост персонаж в акаунта на Харада в Twitter, след Казума Кирю от поредицата Yakuza на Sega. [10]
- Gigas a : Едър, червенокож хуманоид, който изглежда има кибернетика, прикрепена към иначе голото му тяло. Той използва разрушителен импулс, за да удари опонентите си. Той беше открит в изтекли аркадни данни преди разкриването му от Bandai Namco . [11]
- Jack-7 a : Нов модел от серията Jack, той има леко модифициран дизайн с червена коса и светещо тяло с зелена линия. Както при предишната серия на Джак, той използва груба сила, за да удря опонентите си.
- Джоузи Ризал a : Млада филипинка, която носи жълт топ, синя мини пола и червена панделка. Тя практикува ескрима и кикбокс . [12] Подобно на Гигас, тя за първи път беше открита в изтекли аркадни данни [13] преди да бъде официално разкрита по време на излъчване на Tekken 7 по Niconico на 29 март 2015 г.
- Катарина Алвес : Нахална жена, която практикува изкуството на савате . Тя е проектирана да бъде подходящ за начинаещи герой. [14]
- Казуми Мишима a : съпруга на Хейхачи и майка на Казуя, която притежава дяволския ген. Бойният стил на Kazumi е Хачиджо, което е подобно на бойния стил на Мишима, използван от нейните съпруг и син, с изключение на някои допълнителни възможности, като призоваване на тигър и левитация. Първоначално тя служи като финален на играта, който не може да се играе, преди да стане седмият герой, добавен след стартирането. Казуми притежава също и дяволска форма, която остава невъзможна за игра извън последния етап не битката срещу нея.
- Kid Kazuya c h : Той е по-млада версия на Kazuya Mishima, която не може да се играе извън кратък период в режима на историята.
- Kunimitsu II c g : A кунай -wielding фантом крадец Kunoichi и дъщерята на оригиналния Kunimitsu от Tekken и Tekken 2, който наследява мантия и вендета на майка си срещу Yoshimitsu.
- Leroy Smith c g : Майстор на уинг чун от Ню Йорк. След като губи семейството си заради насилието на бандата по време на управлението на Хейхачи в Мишима Зайбацу, той прекарва 50 години обучение в тайна, преди да се върне, за да отмъсти на Хейхачи.
- Lidia Sobieska c g : Млад министър-председател на Полша, който също е каратист. Тя се бори за родната си страна и народа си да не бъде управлявана от Зайбацу на Хейхачи. [15]
- Лъки Клои : Идол, който носи костюм на тема коте и има стил на битка „свободен танц“.
- Master Raven c : Куноичи със стил на битка, много подобен на Raven. Тя отговаря за организацията, за която работи оригиналният Raven. [16]
- Negan c d g i : Антагонист/антигерой от комикс и телевизионен сериал The Walking Dead. Той владее бейзболна бухалка, увита в бодлива тел, която нежно нарича Лусил, и я използва, за да тероризира и осакатява враговете си. [17]
- Noctis Lucis Caelum c d g : Принцът на кралството на Луцис и главният герой на Final Fantasy XV .
- Шахин : A keffiyah -wearing Саудитска Арабия човек, който използва „военна самоотбрана“ боен стил. Той е проектиран да бъде приятелски настроен за начинаещи персонаж.